# Duguetia paraensis
Duguetia paraensis é uma espécie de magnólia. Foi descrito pela primeira vez por Robert Elias Fries. Duguetia paraensis pertence ao gênero Duguetia da família Annonaceae. 